# Parasyrphus moritarsis
Parasyrphus moritarsis là một loài ruồi trong họ Ruồi giả ong (Syrphidae). Loài này được Zetterstedt miêu tả lần đầu, không rõ năm. Parasyrphus moritarsis phân bố ở vùng Cổ Bắc giới